# كورت بوا
كورت بوا (بالألمانية: Curt Bois )‏ء (5 أبريل 1901 - 25 ديسمبر 1991)، هو ممثل كوميدي، وممثل أفلام، ومخرج أفلام ألماني، ولد في برلين، توفي في برلين، عن عمر يناهز 90 عاماً.

## جوائز
حصل على جوائز منها:

وسام صليب القائد من رتبة استحقاق من جمهورية ألمانيا الاتحادية (1991)

## وصلات خارجية
- كورت بوا على موقع IMDb (الإنجليزية)
- كورت بوا على موقع مونزينجر (الألمانية)
- كورت بوا على موقع قاعدة بيانات الأفلام العربية
- كورت بوا على موقع ألو سيني (الفرنسية)
- كورت بوا على موقع ميوزك برينز (الإنجليزية)
- كورت بوا على موقع تيرنر كلاسيك موفيز (الإنجليزية)
- كورت بوا على موقع أول موفي (الإنجليزية)
- كورت بوا على موقع قاعدة بيانات برودواي على الإنترنت (الإنجليزية)
- كورت بوا على موقع قاعدة بيانات الأفلام السويدية (السويدية)
- كورت بوا على موقع إن إن دي بي (الإنجليزية)